# Enrique Borja
Enrique David Borja Garcia (* 30. Dezember 1945) ist ein ehemaliger mexikanischer Fußballspieler und erfolgreicher Torjäger. Während seiner aktiven Laufbahn stand er ausschließlich bei den beiden populärsten Vereinen von Mexiko-Stadt unter Vertrag: zunächst bei den UNAM Pumas und danach beim Club América. Heute ist er Vereinspräsident der UANL Tigres.

## Karriere
Borja begann seine aktive Spielerkarriere bei den UNAM Pumas und fühlte sich dort so wohl, dass er eigentlich nie für einen anderen Verein tätig sein wollte. Doch dann wollte der wohlhabende Club América ihn unbedingt haben und kam mit UNAM über seinen Wechsel überein. Borja wollte dies nicht akzeptieren, so dass es zu einem Arbeitsgerichtsverfahren kam. Dies endete mit dem Urteil, dass Borja dem Wechsel nachzukommen habe. Beim Club América wurde Borja zu einer Ikone und in den frühen 1970er Jahren dreimal in Folge Torschützenkönig der mexikanischen Liga, wobei er innerhalb von drei Jahren insgesamt 70 Mal traf: 1970/71 erzielte er 24 Tore, 1971/72 sogar 26 und auch 1972/73 war er mit 20 Treffern der erfolgreichste Torschütze seines Landes.
Borja kam in mehr als 60 Länderspielen für Mexiko zum Einsatz und erzielte dabei mehr als 30 Treffer. Bei seinem Länderspieldebüt am 11. Mai 1966 gegen die Nationalmannschaft von Chile erzielte er den Siegtreffer zum 1:0-Endstand bereits in der vierten Spielminute. Der gerade mal erst 20-jährige Borja gehörte auch zu den großen Stars der Mexikaner bei der in England ausgetragenen WM 1966. Gemeinsam mit seinem Kollegen Aarón Padilla, der zu jener Zeit ebenfalls bei UNAM unter Vertrag stand, bildete er das Sturmduo der Mexikaner, die in den Gruppenspielen nur ein Tor erzielten und sieglos bereits nach der Vorrunde die Heimreise antreten mussten. Das einzige WM-Tor gelang übrigens Borja beim Spiel gegen die Auswahl Frankreichs (1:1), bei dem der mexikanische Fernsehkommentator Fernando Marcos, selbst ein ehemaliger Spieler und Trainer, durch alle Höhen und Tiefen gegangen sein muss: „Borja, nicht versagen. Nicht versagen! Tor für Mexiko.“
Bei der vier Jahre später im eigenen Land ausgetragenen WM 1970 gehörte Borja, der inzwischen bei América unter Vertrag stand und in den kommenden drei Spielzeiten jeweils Torschützenkönig werden sollte, nicht zu den herausragenden Spielern. Er fehlte im Eröffnungsspiel gegen die Sowjetunion, spielte gegen El Salvador nur eine Halbzeit, fehlte erneut gegen Belgien und wurde im Viertelfinale gegen Italien erst in der 69. Minute eingewechselt. Somit spielte er insgesamt nur 66 Minuten, in denen ihm kein einziger Treffer gelang.

## Erfolge
- Mexikanischer Meister: 1971 (mit América)
- Pokalsieger: 1974 (mit América)
- Torschützenkönig der mexikanischen Primera División: 1971, 1972, 1973